# Колмісніл (Техас)
Колмісніл (англ. Colmesneil) — місто (англ. city) в США, в окрузі Тайлер штату Техас. Населення — 542 особи (2020).

## Географія
Колмісніл розташований за координатами 30°54′35″ пн. ш. 94°25′19″ зх. д. / 30.90972° пн. ш. 94.42194° зх. д. (30.909656, -94.422059).  За даними Бюро перепису населення США в 2010 році місто мало площу 5,18 км², уся площа — суходіл.

## Демографія
Згідно з переписом 2010 року, у місті мешкало 596 осіб у 224 домогосподарствах у складі 162 родин. Густота населення становила 115 осіб/км².  Було 294 помешкання (57/км²).
Расовий склад населення:
| - 90,1 % — білих - 7,6 % — чорних або афроамериканців - 0,3 % — азіатів - 1,2 % — осіб інших рас |

До двох чи більше рас належало 0,8 %. Частка іспаномовних становила 3,4 % від усіх жителів.
За віковим діапазоном населення розподілялося таким чином: 24,7 % — особи молодші 18 років, 61,0 % — особи у віці 18—64 років, 14,3 % — особи у віці 65 років та старші. Медіана віку мешканця становила 40,6 року. На 100 осіб жіночої статі у місті припадало 88,0 чоловіків;  на 100 жінок у віці від 18 років та старших — 84,8 чоловіків також старших 18 років.
Середній дохід на одне домашнє господарство  становив 57 090 доларів США (медіана — 41 813), а середній дохід на одну сім'ю — 66 519 доларів (медіана — 51 607). Медіана доходів становила 52 917 доларів для чоловіків та 29 028 доларів для жінок. За межею бідності перебувало 9,9 % осіб, у тому числі 10,3 % дітей у віці до 18 років та 14,0 % осіб у віці 65 років та старших.
Цивільне працевлаштоване населення становило 266 осіб. Основні галузі зайнятості: публічна адміністрація — 20,3 %, освіта, охорона здоров'я та соціальна допомога — 19,9 %, роздрібна торгівля — 13,5 %, науковці, спеціалісти, менеджери — 11,3 %.